# Johanna Lindsey
Helen Johanna Howard, de casada Johanna Lindsey (Fráncfort, 10 de marzo de 1952-Nashua (Nuevo Hampshire), 27 de octubre de 2019) fue una escritora estadounidense de novelas románticas históricas. Todos sus libros figuraron en la lista de libros más vendidos que elabora el periódico estadounidense The New York Times.

## Biografía
Helen Johanna Howard nació el 10 de marzo de 1952 en Fráncfort, Alemania, dónde su padre, Edwin Dennis Howard, un militar estadounidense, estaba destinado. Johanna pasó su infancia en Europa, de forma itinerante, entre Alemania y Francia.
Su padre siempre quiso retirarse a Hawái (Estados Unidos), por lo que en 1964, cuando su padre falleció, su madre y ella se trasladaron allí, donde residió hasta su fallecimiento.
En 1970, cuando todavía estaba en el instituto, contrajo matrimonio con Ralph Lindsey. El matrimonio tuvo tres hijos; Alfred, Joseph y Garret.
Algún tiempo después de casarse, Johanna sintió que su vida de ama de casa, madre y esposa, no la llenaba lo suficiente y comenzó a escribir para ocupar su tiempo. Según las palabras de la propia autora: «Cuando era joven, nunca pensé en ser una escritora. ¡Ahora no querría hacer otra cosa!».
Johanna Lindsey publicó su primera novela Captive Bride (La novia cautiva) en 1977 y desde entonces no dejó de escribir. Especializada en las novelas de subgénero histórico-romántico, sus libros se basan en una exhaustiva documentación de la época en que están situados, recreando a la perfección el ambiente. Sus libros están situados en la regencia inglesa, el salvaje oeste estadounidense o la Inglaterra medieval. Gran parte de su éxito se ha debido a las sagas familiares que recrea, dentro de las cuales destaca la dedicada la dinastía de los Malory. Aunque también ha escrito novelas románticas con toques de fantasía, por ejemplo con la creación de los Ly-San-Ter, una familia del espacio exterior.
Sus novelas han sido super-ventas, que la han llevado a ser reconocida en las lista del New York Times. En 1984, Johanna Lindsey recibió el premio a la mejor novelista de historias románticas.
Falleció el 27 de octubre de 2019 en Nashua a los sesenta y siete años.

### Novelas independientes
- 1977:	Captive bride	(La novia cautiva)
- 1978:	A pirate's love	(El amor del pirata)
- 1981:	Paradise wild	(Paraíso salvaje)
- 1983:	So speaks the heart	(Así habla el corazón)
- 1984:	A gentle feuding	(Una dulce enemistad)
- 1985:	Tender is the storm	(Tierna fue la tormenta)
- 1986:	When love awaits	(Cuando el amor espera)
- 1987:	Secret fire	(Fuego secreto = Fuego salvaje)
- 1988:	Silver angel	(Ángel de plata)
- 1991:	Prisoner of my desire	(Esclava del deseo)
- 1995:	Until forever	(Hasta la eternidad)
- 2000:	Home for the Holidays	(Un hogar para Navidad = Amor prohibido)
- 2003:	A man to call my own	(Un hombre para mí)
- 2006:	Marriage most scandalous	(Una propuesta escandalosa)
- 2011: When Passion Rules (Las reglas de la pasión)
- 2016: Make Me Love You (Hazme amarte)
- 2021: Temptation's Darling (Mi querida tentación)

### Haardrad Family Saga(Saga Familia Haardrad)
1. 1980:	Fires of winter	(Fuegos de invierno)
2. 1987:	Heart's aflame	(Corazones en llamas)
3. 1994:	Surrender my love	(Ríndete amor mío)

### Southern Series(Serie Sureña)
1. 1982:	Glorious Angel	(Ángel de gloria)
2. 1983:	Heart of Thunder 	(Corazón de tormenta)

### Wyoming Series(Serie Wyoming)
1. 1984:	Brave the wild wind	(Valiente viento salvaje)
2. 1989:	Savage Thunder	(Tempestad salvaje)
3. 1992:	Angel	(Ángel)

### Malory Dinasty Saga(Saga Dinastía Malory)
1. 1985:	Love only once	(Amar una sola vez)
2. 1988:	Tender rebel	(Tierna y rebelde)
3. 1990:	Gentle rogue	(Amable y tirano)
4. 1994:	The magic of You	(La magia de tu ser)
5. 1996:	Say you love me	(Dime que me amas = La cautiva del amor)
6. 1998:	The present       (El marqués y la gitana)
7. 2004:	A loving scoundrel (Mi adorable bribona)
8. 2006:	Captive of my desires   (Cautivo de mis deseos)
9. 2008:	No Choice But Seduction    (Las trampas de la seducción)
10. 2010: 	That Perfect Someone    (Enemigos perfectos)
11. 2015: 	Stormy Persuasion (Persuasión)
12. 2017: 	Beutifull Tempest (Dos en la tormenta)

### Straton Family Saga(Saga Familia Straton)
1. 1986:	A heart so wild	(Corazón indómito)
2. 1997:	All I need is You	(El camino del amor)

### Shefford’s Knights oMedieval Series(Serie Medieval)
1. 1989:	Defy not the heart	(No traiciones a mi corazón)
2. 1999:	Joining	(La furia del amor)

### Ly-San-Ter Family Saga(Saga Familia Ly-San-Ter)
1. 1990:	Warrior's woman	(La mujer del guerrero)
2. 1993:	Keeper of the heart	(Algo más que el deseo)
3. 2001:	Heart of a warrior	(Corazón guerrero)

### Cardinia's Royal Family Saga(Saga Familia Real de Cardinia)
1. 1991:	Once a princess	(Había una vez una princesa)
2. 1994:	You belong to me	(Tú me perteneces = Me perteneces)

### Sherring Cross Series(Serie Sherring Cross)
1. 1992:	Man of my dreams	(El hombre de mis sueños)
2. 1995:	Love me forever	(Amor eterno)
3. 2002:	The pursuit	(La persecución = Amor incomprendido)

### Locke Family oReid Family Saga(Saga Familia Reid)
1. 2000:	The heir	(El heredero)
2. 2005:	The devil who tamed her   (Jaque al corazón)
3. 2009: 	A rogue of my own  (Una dama inocente)
4. 2012: 	Let Love Find You  (Deja que el amor te encuentre)

### Callahan-Warren
1. 2013:	 One heart to win (Un corazón por conquistar)
2. 2016: 	Wildfire in his arms (Corazón fugitivo)
3. 2018: 	Marry Me By Sundown (Te amaré hasta el amanecer)